# Tellurure de mercure-zinc
Le tellurure de mercure-zinc (HgZnTe ou MZT, de l'anglais mercury zinc telluride) est un tellurure de mercure et de zinc, un alliage de tellurure de mercure et de tellurure de zinc. C'est un semi-conducteur à bande étroite.
Le tellurure de mercure-zinc est utilisé dans les détecteurs infrarouge et les matrices de photodétecteurs pour l'imagerie infrarouge et l'astronomie infrarouge.
Le tellurure de mercure-zinc a une stabilité chimique, thermique et mécanique meilleure que celle du tellurure de mercure-cadmium (MCT). La largeur de bande du MZT est plus sensible aux variations de composition que celui du MCT, ce qui peut être un problème pour la fabrication de composants reproductibles. Le MZT est moins adapté que le MCT pour fabriquer des hétérostructures complexes par épitaxie par jet moléculaire.